# Friedrich Ferdinand von Levetzow
Friedrich Ferdinand von Levetzow (15. november 1802 i Husum – 30. januar 1884 i Montreux, Schweiz) var en slesvigsk amtmand.
Han var en søn af stiftamtmand Hans Christoph Diederich Victor von Levetzow i dennes 2. ægteskab, var født 15. november 1802 i Husum, tog 1825 juridisk eksamen på Gottorp Slot, udnævntes året efter til auskultant i Rentekammeret og til kammerjunker, 1829 (med tiltrædelse 1830) til amtmand på Femern. Da han ved sin farfaders farfaders broders sønnesøns søn Cai Diederich Christoph von Levetzows død (3. august 1833) havde arvet de holstenske godser Ehlerstorf og Putlos, tog han 1840 sin afsked og købte 1861 godset Schönhagen. 1845 udnævntes han til kammerherre, 1878 til Kommandør af Dannebrog. I de holstenske stænder sad han 1861 og 1863 som repræsentant for landgreven af Hessen, der havde "Virilstemme" i sin egenskab af besidder af det fyrstelig hessensteinske fideikommis. Levetzow, der hørte til de kongetro holstenere, døde 30. januar 1884 i Montreux. 24. juli 1828 havde han ægtet Augusta von Oheimb (17. august 1806 – 24. august 1889), datter af Friedrich Wilhelm Christian von Oheimb til Enzen og Helpsen i Westfalen.